# Porto di Vado Ligure
Il porto di Vado Ligure (in sigla: IT VDL) è il più importante scalo europeo per lo sbarco della frutta e uno dei maggiori a livello nazionale per il traghettamento marittimo verso Corsica, Sardegna e Nordafrica; inoltre, assieme ai porti ricompresi nell'Autorità di Sistema Portuale del Mar Ligure Occidentale, grazie anche alla loro vicinanza con la galleria di base del San Gottardo, rappresenta una delle porte d'accesso meridionale d'Europa alle merci trasportate via mare in contenitori.

## Contenitori, rinfuse e petroli
Il 12 dicembre 2019 è stata inaugurata la piattaforma contenitori denominata Vado Gateway  (ossia Porta di Vado), uno dei terminali marittimi della cosiddetta "Nuova via della seta" per il collegamento fra i mercati di Nord Italia, Svizzera, Germania e Francia nord-orientale con il resto del mondo. L'impianto, di ultima generazione e dotato di significativi sistemi di automazione, è gestito da Vado Gateway SpA, società partecipata al 60% da APM Terminals (facente capo al Gruppo AP Moeller Maersk) e al 40% da Cosco Shipping Ports.

### Rotte commerciali di linea
- ME2 (Mediterranean – Middle East and India): servizio di linea a frequenza settimanale gestita dalla Maersk è attiva dall'11 febbraio 2020 con la seguente rotazione: Mundra, Nhava Sheva (Jawaharlal Nehru Port), Salalah, Porto Mediterraneo di Tangeri, Algeciras, Valencia, Fos-sur-Mer e Vado Ligure.[5][6]
- L75 (Balearic – Ligurian Link): rotta commerciale di linea operata dalla Sealand, parte del gruppo Maersk, effettua la seguente rotazione: Algeciras, Porto Mediterraneo di Tangeri (Marocco), porto di Barcellona (BEST), Vado Ligure, Genova, La Spezia, Fos-sur-Mer, Barcellona (APM Terminals), Barcellona (BEST), Algeciras.[7]
- VAX (Vado Express): servizio di linea a frequenza settimanale attiva da metà ottobre 2020, gestita da Diamond Line, compagnia del gruppo COSCO, ha priorità di collegamento con il porto del Pireo che a sua volta si collega con le principali linee da e per la Turchia, il Mediterraneo Orientale, il Medio ed Estremo Oriente, l'India e l'Oceania.[8][9]
- EMA (East Mediterranean – America): collegamento settimanale operato da COSCO, CMA-CGM, ONE (Ocean Network Express, alleanza armatoriale nipponica fra K Line, MOL e NYK Line) e OOCL, che collega il Mediterraneo Orientale con la costa atlantica degli Stati Uniti d'America effettuando le seguenti toccate: Alessandretta (Turchia), Aliağa (Turchia), Istanbul (Turchia), Il Pireo (Grecia), Vado Ligure (Italia), La Spezia (Italia), Algeciras (Spagna), New York (USA), Norfolk (USA), Savannah (USA), Algeciras (Spagna), Alessandretta (Turchia).[10][11][12][13][14]

### Piattaforma multifunzionale

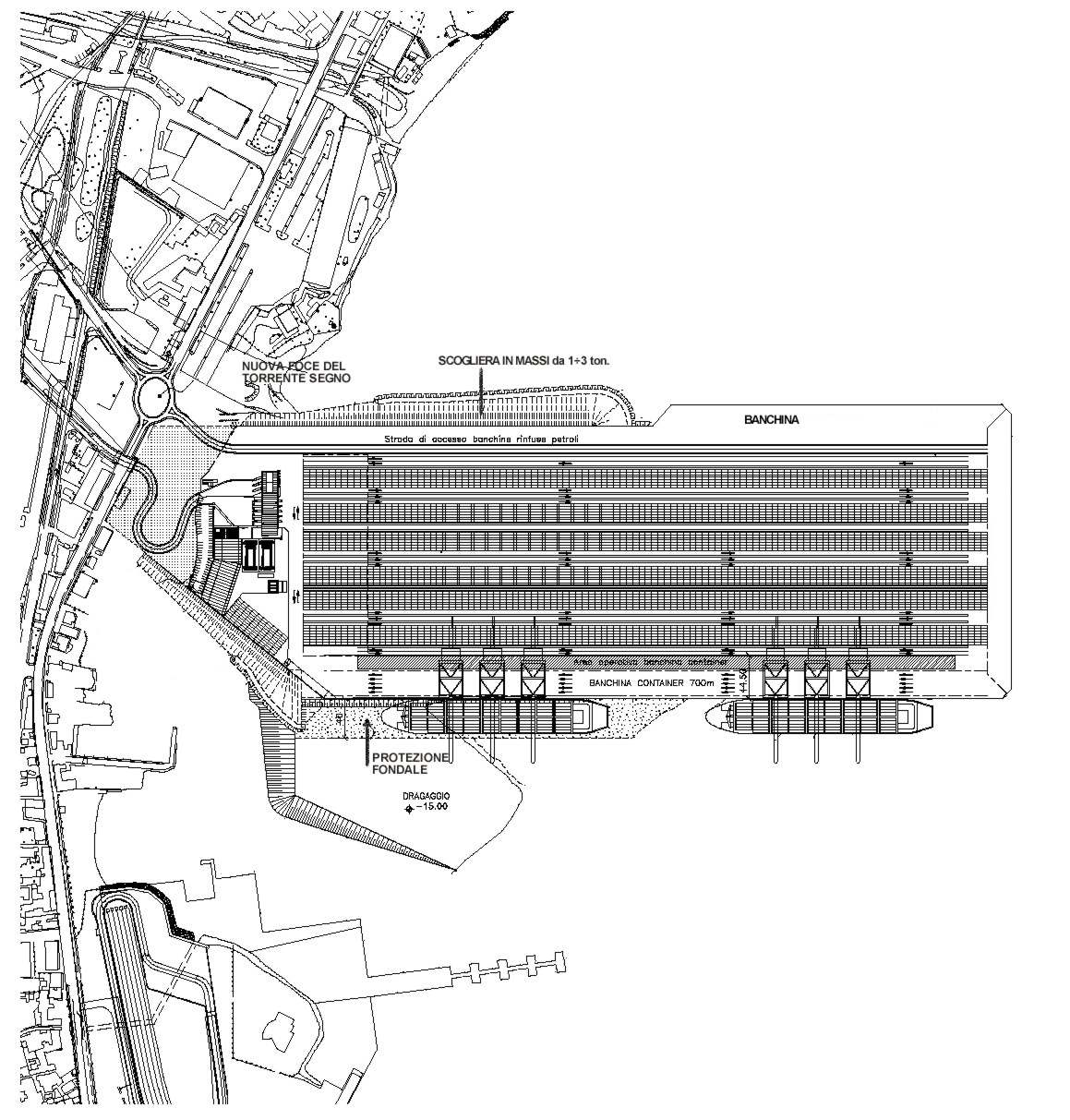
Il progetto della nuova piattaforma multifunzionale

La piattaforma multifunzionale è composta da una zona rettangolare costruita sul mare (piastra) dalle dimensioni di 290 m x 700 m (per una superficie complessiva di circa 211.000 m²), raccordata a terra da una zona trapezoidale con lato minimo pari a circa 95 m.
La banchina per le navi portacontenitori, con fondale di 15 m, si trova sul lato sudorientale della piattaforma multifunzionale e si estende per una lunghezza di 700 m e una larghezza di 60 m, comprensiva della zona di movimentazione delle gru e del deposito dei portelloni dei boccaporti (hatch cover). Sulla zona retrostante sorge quindi un'area di circa 120.000 m² (190 m x 650 m ca.) per il deposito e la movimentazione dei contenitori.
La banchina dedicata alle navi portarinfuse, della lunghezza di 290 m e una larghezza di 30 m e con fondale maggiore di 15 m, è ubicata nella testata della piattaforma multifunzionale.
La connessione con la SS 1 Aurelia è garantita da una strada di servizio a due corsie di marcia per 9,6 m di larghezza e ai cui bordi sono ubicati anche gli edifici funzionali alle attività di scarico (cabina elettrica, uffici, officina).
Infine, la banchina per le navi petroliere delle varie compagnie petrolifere operanti sul territorio (Alkion, Esso e Sarpom), con una lunghezza utile di 330 m, una larghezza di 20 m e un fondale di 12 m, è ubicata lungo il lato nordoccidentale della piattaforma. L'accesso via terra dalla SS 1 Aurelia è garantito dalla medesima strada di servizio in comune con il terminale rinfuse.

### Movimentazione
Per le operazioni di movimentazione nel terminale vengono adoperate tre tipi di gru, di cui due costruite dalla cinese ZPMC (Zhenhua Heavy Industries Co. Ltd.), mentre quelle a cavaliere sono della finlandese Kalmar:
- 4 gru di banchina per scarico/sbarco da bordo a terra (in inglese: ship-to-shore o STS), alte oltre 90 metri, dal peso di circa 1.800 tonnellate e con uno sbraccio capace di manovrare fino a 23 file di contenitori in senso orizzontale, hanno una portata di 65 t in configurazione di doppio sollevamento e di 100 t in configurazione sotto gancio, utilizzate quindi per il carico e lo scarico dei contenitori dalla nave alla banchina del porto e/o viceversa;[16]
- 19 gru (o carrello) a cavaliere (in inglese: straddle carrier), veicoli ad alimentazione ibrida con operatore, dedicate alla movimentazione orizzontale dei contenitori, dalla banchina del porto al piazzale di stoccaggio e/o viceversa;
- 21 gru di piazzale, ossia: gru automatiche a portale montate su rotaia (in inglese: Automated rail mounted gantry crane o ARMG), controllate da postazioni remotizzate e destinate alla movimentazione dei contenitori all'interno del piazzale di stoccaggio, si muovono longitudinalmente su binari di 600 metri.

Sia le gru a cavaliere, sia quelle di banchina, sono manovrate da operatori a bordo dei rispettivi mezzi.

### Capacità
La capacità teorica di movimentazione dei contenitori del piazzale pieno regime sarà di circa 900.000 TEU all'anno che, aggiungendo i 250.000 TEU del Reefer Terminal, permetteranno di arrivare a un totale di 1.150.000 TEU complessivi nello stesso lasso temporale.
Il 40% delle movimentazioni verrà effettuato da Mercitalia Rail, tramite infrastrutture ferroviarie per mezzo di treni intermodali, con 5 tradotte merci settimanali (che si prevede d'incrementare) dal vecchio scalo di Vado verso gli interporti di Pioltello (MI), Rubiera (RE) e Padova.

### Petroli
- Alkion

- Esso

- Sarpom

## Frigorifere
Con circa 500.000 tonnellate movimentate annualmente, il porto di Vado è anche il più importante nodo logistico del Mediterraneo per la movimentazione e deposito della frutta fresca, così suddivisa: per il 60,5% da banane del Centro America, per il 20% da banane dell'Africa occidentale e meridionale, il 12,5% da ananas provenienti da Costa Rica e Colombia, il 3,75% di kiwi della Nuova Zelanda e, infine, il 2% da pere e l'1,25% da agrumi dell'Argentina.
Ciò grazie a un terminale specifico dedicato a navi frigorifere bananiere, capace altresì di accogliere anche normali navi portacontenitori di tipo frigorifero fino a 6.000 TEU e disponibilità d'attracco su due banchine, quella “Principale”, dalla lunghezza di 470 m e una profondità del fondale di 14 m e un piazzale di stoccaggio con 510 allacci elettrici per contenitori refrigerati e capace di movimentare annualmente 250.000 TEU; e la banchina “Raffaello Orsero”, lunga 240 m con un fondale di 10 m e con 24.000 m² di magazzini refrigerati, suddivisi in 4 aree climatizzate nelle quali è possibile stoccare fino a 3.500 bancali alla temperatura controllata di +8/+13 °C; e 15 celle alla temperatura -2/+14 °C, capaci di immagazzinare fino a 10.000 bancali di tipo Europallet.

### Rotte commerciali di linea
- CAM: servizio di linea a frequenza settimanale gestita dalla compagnia di navigazione Cosiarma tra Mediterraneo e Centro America con la seguente rotazione: Tarragona (Spagna), Haina (Repubblica Dominicana), Turbo (Colombia), Moín (Costa Rica), Setúbal (Portogallo) e Vado Ligure.[31][32]
- WAS (West Africa): servizio di linea gestito da Africa Express Line, società inglese facente parte di Compagnie Fruitière Group, che effettua le seguenti toccate: Tolone (Francia), Port-Vendres (Francia), Abidjan (Costa d'Avorio), Dakar (Senegal), Tema (Gana), Douala (Camerun) e Vado Ligure.[33][34][35]

## Traghetti
Notevole importanza è rivestita dai traghetti: a Vado Ligure è infatti presente un'importante terminal che raggiunge un traffico vicino ai 100.000 passeggeri l'anno collegando il Nord Italia con Corsica e Sardegna per mezzo della compagnia Corsica Ferries - Sardinia Ferries.

### Tratte
I collegamenti principali operati dai traghetti sono:
- Bastia tramite Corsica Ferries - Sardinia Ferries
- Calvi tramite Corsica Ferries - Sardinia Ferries
- Isola Rossa tramite Corsica Ferries - Sardinia Ferries